# Antivirusprogram
Ett antivirusprogram är ett program som aktivt eller på begäran söker efter, tar bort eller reparerar filer som är infekterade av datorvirus.
Moderna antivirusprogram kan även upptäcka och oskadliggöra andra skadliga former av främmande exekverande kod såsom trojanska hästar, spionprogram (engelska: spyware) och maskar (engelska: worms).

## Beskrivning
Antivirusprogrammen fungerar i första hand genom att jämföra de filer som skall kontrolleras med en lista på "fingeravtryck", så att programmet känner igen sedan förut kända virus och varianter på dessa. När ny, tillräckligt annorlunda, skadlig kod konstruerats måste någon upptäcka denna och skicka den till dem som upprätthåller antivirusprogrammen, varefter koden analyseras och uppdaterade definitionsfiler distribueras. Det är alltså väsentligt för användare av antivirusprogramvara att regelbundet uppdatera de lokala definitionsfilerna, gärna automatiskt.
I viss mån studerar antivirusprogrammen också misstänkta programfilers funktion, genom att analysera programkoden eller köra den i en "sandlåda", för att hitta otillåtna eller för viruskod typiska funktioner, såsom försök att modifiera andra program. Också många legitima program fungerar på sätt som påminner om virusen, varför nyttan av denna analys är begränsad. Det finns också en risk att antivirusprogrammet tar bort legitima filer som det felaktigt tror är skadlig programkod.
Den som tillverkar ny skadlig kod kan lätt testa den på de vanligaste antivirusprogrammen och därmed försäkra att koden inte upptäcks genast. Därför ger antivirusprogram inte något väsentligt skydd mot sakkunnigt genomförda riktade attacker. Däremot kan ett antivirusprogram vara ett extra skydd mot skadlig programkod för den vardagliga användaren så länge antivirusprogrammets datorvirus-uppdateringar görs regelbundet.

## Exempel på leverantörer av antivirusprogram
- AVG Technologies (före detta Grisoft)
- BitDefender
- Comodo Group
- Eset
- F-Secure
- G DATA Software
- Kaspersky Lab
- Microsoft
- McAfee
- Norman
- Panda Security
- Sophos
- SPAMfighter
- Symantec
- Trend Micro

## Exempel på gratis antivirusprogram

### Med öppen källkod
- Clam Antivirus

### Med sluten källkod
- Avast
- Avira
- Comodo Internet Security
- Malwarebytes
- Microsoft Security Essentials
- Spybot - Search & Destroy

## Källhänvisningar